# Alexander Ploner
Alexander Ploner (* 10. Juli 1978 in Bruneck) ist ein ehemaliger italienischer Skirennläufer. Die Spezialdisziplin des Südtirolers war der Riesenslalom.

## Karriere
Ploner erlernte im Alter von drei Jahren den Skilauf. Nachdem er einige Jahre an FIS-Rennen teilgenommen hatte, fuhr er im Dezember 1997 erstmals im Europacup, ging dort aber erst ab Februar 1999 regelmäßig an den Start. Zu Beginn seiner Karriere startete er noch im Slalom und Riesenslalom sowie in sehr wenigen Super-Gs und Abfahrten, entwickelte sich aber im Laufe der Jahre zu einem reinen Riesenslalomspezialisten. Im Jahr 2000 wurde er Italienischer Meister im Riesenslalom, erlitt danach aber einen Kreuzband- und Meniskusriss und konnte in der gesamten Saison 2000/01 keine Rennen bestreiten.
Nach erfolgreicher Rehabilitation startete Ploner am 9. Dezember 2001 in Val-d’Isère erstmals im Weltcup, einen Monat später gewann er mit dem 20. Platz in Adelboden seine ersten Weltcuppunkte. Wenig später feierte er seinen ersten Europacupsieg. Am 3. Februar 2002 erreichte er den zwölften Platz im Weltcup-Riesenslalom von St. Moritz und qualifizierte sich mit dieser Leistung für die Olympischen Winterspiele in Salt Lake City, wo er nach dem ersten Lauf auf Platz sechs lag, im Zweiten jedoch ausschied.
Am 28. Februar 2004 gelang dem Italiener mit dem dritten Rang in Kranjska Gora sein erster und einziger Podestplatz im Weltcup. Im März gewann er zwei Europacup-Riesenslaloms und sicherte sich den Gewinn in der Disziplinenwertung. Im Dezember 2004 erlitt er zum zweiten Mal eine schwere Knieverletzung und musste den Rest der Saison pausieren.
Nach dieser Verletzung fand Ploner lange Zeit nicht zu seiner alten Form zurück. Erst im Januar 2008 erreichte er mit dem 13. Platz in Adelboden wieder ein Resultat in den Weltcuppunkterängen. Das eigentliche Comeback gelang ihm dann in der Saison 2008/09: Er gewann mit zwei Siegen im Europacup nach fünf Jahren zum zweiten Mal die Riesenslalomwertung und erreichte im Weltcup mit dem achten Platz in Adelboden am 10. Januar seine zweite Top-10-Platzierung. Am 13. Februar startete er bei den Weltmeisterschaften 2009 in Val-d’Isère und wurde Achter im Riesenslalom. Ende März gewann er nach neun Jahren wieder den Italienischen Meistertitel im Riesenslalom.
In der Saison 2009/10 fiel Ploner mit konstant guten Leistungen auf (vier Top-10-Platzierungen), die ihm schließlich den zehnten Platz im Riesenslalom-Weltcup einbrachten. Bei den Olympischen Winterspielen 2010 in Vancouver wurde er 18. im Riesenslalom. In der Saison 2010/11 konnte er die Vorjahresergebnisse nicht wiederholen. Bestes Saisonergebnis war ein 14. Platz in Adelboden. Er kam daher nicht bei den Weltmeisterschaften 2011 zum Einsatz. Nach der Saison 2014/15 beendete Ploner seine Karriere.

## Sportliche Erfolge

### Olympische Spiele
- Vancouver 2010: 18. Riesenslalom

### Weltmeisterschaften
- Val-d’Isère 2009: 8. Riesenslalom

### Weltcup
- Saison 2009/10: 10. Riesenslalomweltcup
- 1 Podestplatz, 5 weitere Platzierungen unter den besten zehn

### Weltcupwertungen
| Saison  | Gesamt | Gesamt | Riesenslalom | Riesenslalom |
| Saison  | Platz  | Punkte | Platz        | Punkte       |
| ------- | ------ | ------ | ------------ | ------------ |
| 2001/02 | 104.   | 33     | 30.          | 33           |
| 2002/03 | 116.   | 18     | 46.          | 18           |
| 2003/04 | 71.    | 82     | 24.          | 82           |
| 2004/05 | 116.   | 18     | 45.          | 18           |
| 2007/08 | 120.   | 20     | 44.          | 20           |
| 2008/09 | 89.    | 49     | 32.          | 49           |
| 2009/10 | 44.    | 186    | 10.          | 186          |
| 2010/11 | 95.    | 58     | 24.          | 58           |
| 2011/12 | 126.   | 8      | 44.          | 8            |

### Europacup
- Saison 2003/04: 6. Gesamtwertung, 1. Riesenslalomwertung
- Saison 2008/09: 8. Gesamtwertung, 1. Riesenslalomwertung
- Insgesamt 11 Podestplätze, davon 5 Siege:

| Datum             | Ort            | Land    | Disziplin    |
| ----------------- | -------------- | ------- | ------------ |
| 18. Januar 2002   | Saas-Fee       | Schweiz | Riesenslalom |
| 5. März 2004      | Pas de la Casa | Andorra | Riesenslalom |
| 6. März 2004      | Pas de la Casa | Andorra | Riesenslalom |
| 11. Dezember 2008 | St. Vigil      | Italien | Riesenslalom |
| 19. Februar 2009  | Monte Pora     | Italien | Riesenslalom |

### Weitere Erfolge
- Zweifacher Italienischer Meister im Riesenslalom 2000 und 2009
- 15 Siege in FIS-Riesenslaloms